# Портвліт
Портвліт (нід. Poortvliet) — село в нідерландській провінції Зеландія. Входить до муніципалітету Толен.
Його площа — 22,18 км², а населення станом на 2021 рік становило 1715 осіб.
Перша згадка про населений пункт датується 1200 роком.
До 1971 року мало статус окремого муніципалітету.

## Галерея

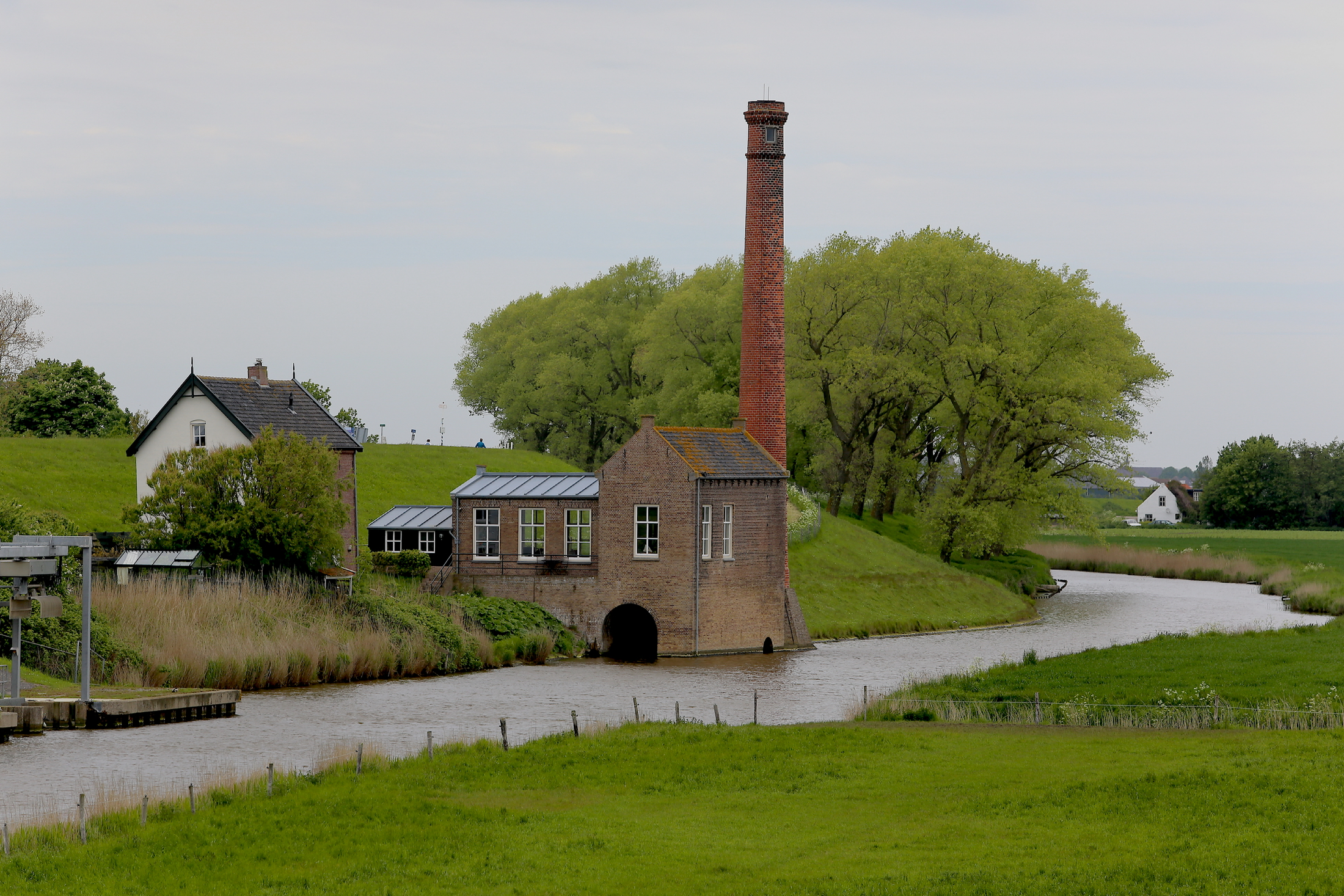
Парова насосна станція Oosterschelde
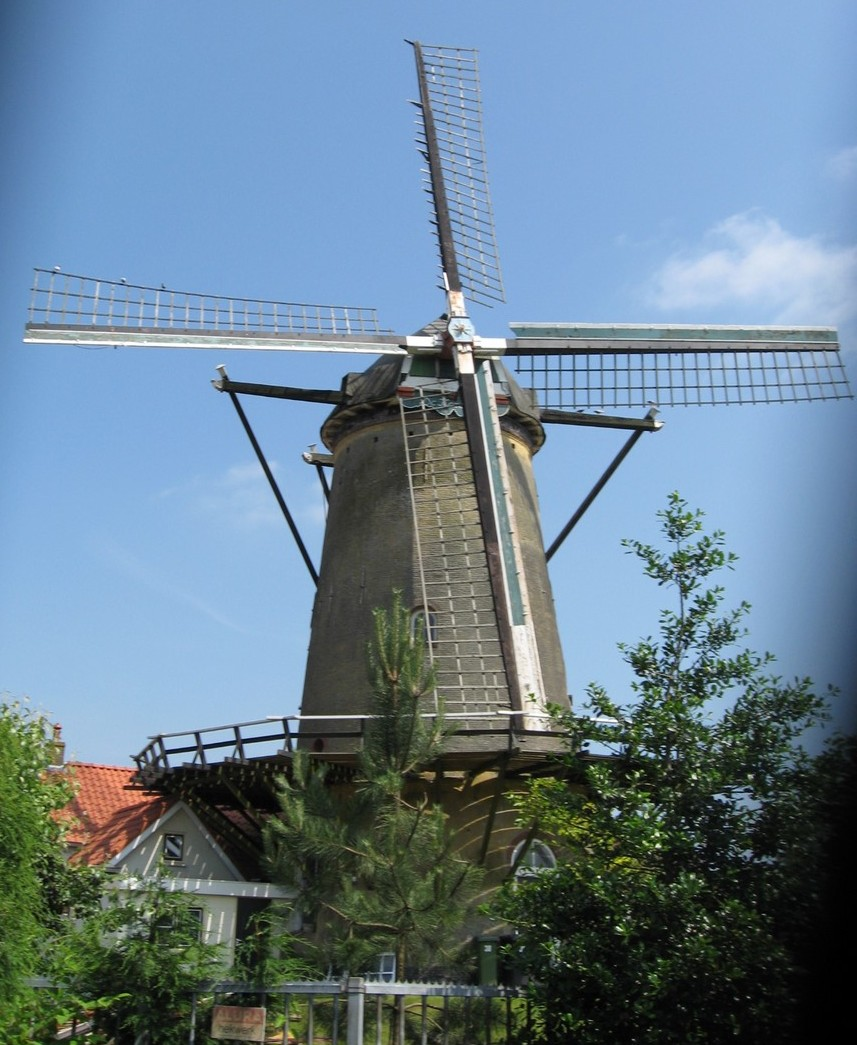
Вітряк De Korenaar
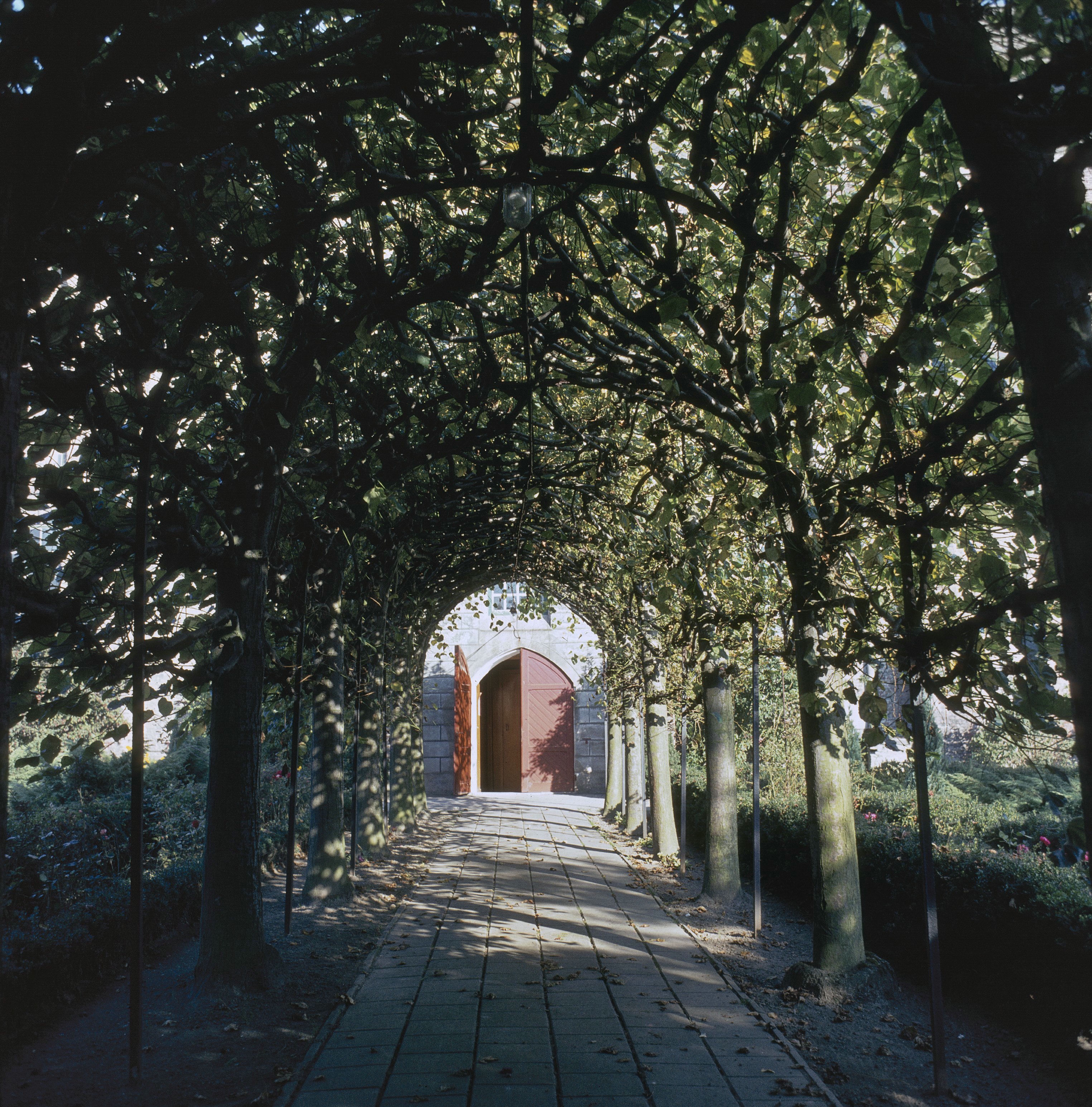
Вхід до сільської церкви
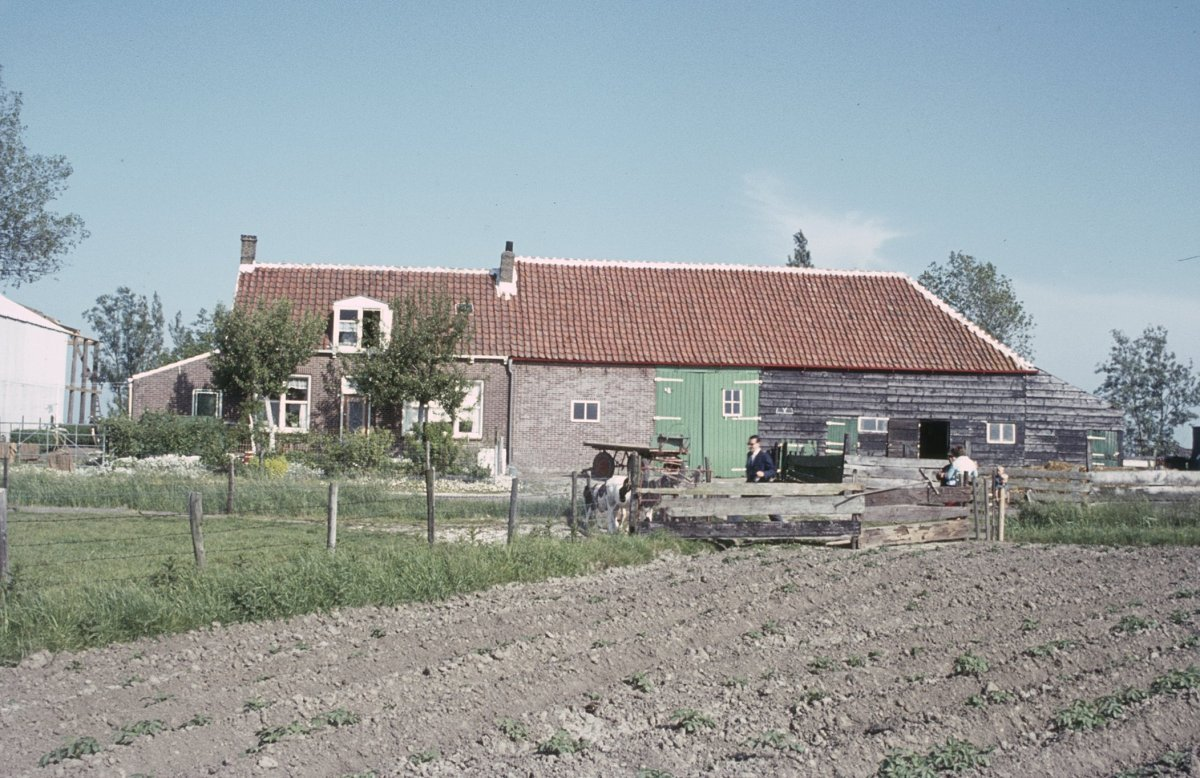
Ферма в селі